# Седми конгрес на Илинденската организация
Седмият редовен конгрес на Илинденската организация се провежда на 30 и 31 октомври 1932 година в София. На него участват 45 делегати от централното дружество и клоновете на Илинденската организация в Царство България.
Конгресът е открит тържествено от председателя на Ръководното тяло на организацията Кирил Христов. Временният председател на конгреса Димитър Иванов предлага за гласуване постоянно бюро, което е одобрено от делегатите, в състав Петър Ацев – председател, Владимир Карамфилов – подпредседател и секретари Стефан Аврамов и Траян Конов. Гости на конгреса са Калоян Бобев, Георги Кондов, Петър Господинов, Петър Дървингов, Евтим Стефанов и Стефана Христова.

Сред решенията са приемането за 1933 година за „юбилейна“ по повод 30-ата годишнина от Илинденско-Преображенското въстание. В новото ръководно тяло влизат Кирил Христов, Петър Мърмев, Лазар Томов, Христо Шалдев и Лазар Гошев, а техни подгласници са избрани Никола Киров, Продан Христов и Александър Сапунджиев. За контролна комисия са избрани Георги Белев, Антон Кецкаров и Траян Конов. Конгресът излиза и с резолюция, в която освен другото се казва: 
| „ | ...3) Апелира към българското правителство да изпълни своя племенен дълг към Македония – да се застъпи най-енергично за правата на потиснатите българи и покровителствуването им в Гърция и Югославия; 4) Апелира към българските журналисти да се застъпят най-енергично за правата на поробените българи като за висши племенни интереси; 7) Старите илинденци отправят апел към българския братски народ, който в миналото е дал всички доказателства за материална и морална подкрепа на македонското освободително движение и скъпи стотици хиляди жертви по македонските бранни поля и верва, че не ще престане и в бъдеще да подкрепя каузата на своите братя – кауза на целокупното българско племе; | “ |